# ロットロット
『ロットロット』（Lot Lot）は、1985年9月にアイレムからアーケードゲーム用に発売されたパズルゲーム。後に徳間書店がファミリーコンピュータ、MSXの移植版を発売している。
1984年に『プログラムポシェット』（徳間書店『テクノポリス』別冊）の読者投稿として掲載されたMSX用ゲームプログラム「ロットロットロット （LOTLOTLOT）」が起源となっている。

## ゲーム内容

### システム
ステージは4×4の部屋に分割、各部屋には最大15個のボールが入り、各部屋の下には受け皿がある。ステージ上層から現れる大量のボールを受け皿へ入れ、規定のポイントを獲得するとステージクリアである。
プレイヤーは画面上の2本の、矢印型のスティックを操作してボールを操作する。赤のスティックはプレイヤーが直接動かし、緑のスティックは赤のスティックに遅れて追従する。ボタンを押すことで双方のスティックで指された部屋のボールが交換される。ステージの壁にはランダムに穴が開いたり塞がったりし、ボールが転がり出る。
受け皿の獲得ポイントは左からOUT、0ポイント、10ポイント、30ポイントとなっており、さらにステージ右側にはみ出た受け皿は50ポイントとなっている。OUT以外の受け皿は通常のボールを1個入れるごとに表示された点数が入る。
ボールには、通常のボールの他に、赤いボールもまれに登場する。赤いボールは、壁に開いた穴を、左方向や下方向には通れるものの右方向には通り抜けず、通常のボールが転がり出るのを妨害する。性質上50ポイントの受け皿には入れられず、また受け皿の種類に関係なく5000ポイントが入る。
OUTの受け皿の真上にある部屋の床はひもでできており、この部屋にボールがあると下から徐々にカニが現れる。上昇スピードは部屋のボールが多いほど速くなり、上昇しきったカニに糸を切られてしまうとミスとなる。真上の部屋からボールが無くなればカニは退散する。
規定の点数を獲得するとステージクリアになると同時にボーナスステージが始まり、赤いボール以外のボールがエメラルドグリーンに変化する。ボーナスステージの一定時間の間は50ポイントの所にしかボールが落ちないようになり、しかもボールが一個落ちるごとに100ポイントが獲得できる。また、全てのボールを処理することが出来ればボーナスとして1万点が獲得できる。ただし、ボーナスステージ開始時に赤いボールがステージに残っていると、赤いボールは50ポイントの所には落ちないため処理する事が出来ない。

### 原作との違い
このゲームの起源になった「ロットロットロット」は、MSX-BASIC上で動作する、BASICプログラムをローダーとしたマシン語プログラムである。作者はYUKI。
本作との相違点は以下の通り。
- ステージの概念が無く、ゲームオーバーまでの間、状況が全くリセットされない。
- 点数が、画面下は左からOUT、-3、0、1、そして右端に落とすと2となっている。
- 操作対象の形状が矢印ではなく、人差し指を立てた手首である。
- 赤いボールは登場しない。
- OUTの上の部屋の床が糸ではなく、通常の床と同じ。穴が開くのも他の床や壁と同様にランダムであり、カニも登場しない。そのため、OUTの上の部屋にボールをしばらく置いておく事も、運次第では可能である。ただし、床に穴が開く予兆が全く無いため、その状態にしておくといつ突然ゲームオーバーになるか判らない。

## 移植版
| No. | タイトル     | 発売日         | 対応機種               | 開発元     | 発売元   | メディア                  | 型式   | 売上本数 | 備考 |
| --- | ------------ | -------------- | ---------------------- | ---------- | -------- | ------------------------- | ------ | -------- | ---- |
| 1   | ロットロット | 1985年12月21日 | ファミリーコンピュータ | ハル研究所 | 徳間書店 | 512キロビットロムカセット | GTS-LL | -        |      |
| 2   | ロットロット | 1985年         | MSX                    | アイレム   | 徳間書店 | ロムカセット              | TSX-2  | -        |      |
| 3   | ロットロット | 1986年         | PC-8801 X1             | アイレム   | 徳間書店 | フロッピーディスク        | -      | -        |      |

## 評価
| 項目 | キャラクタ | 音楽 | 操作性 | 熱中度 | お買得度 | オリジナリティ | 総合  |
| 得点 | 2.62       | 2.43 | 2.54   | 2.46   | 2.23     | 3.42           | 15.70 |

ファミリーコンピュータ版
ゲーム誌『ファミリーコンピュータMagazine』の読者投票による「ゲーム通信簿」での評価は別記の通り15.70点（満30点）となっている。また、同雑誌1991年5月10日号特別付録の「ファミコンロムカセット オールカタログ」では、「慣れるまで操作が大変かも」と紹介されている。